# Tokyo Magnitude 8.0

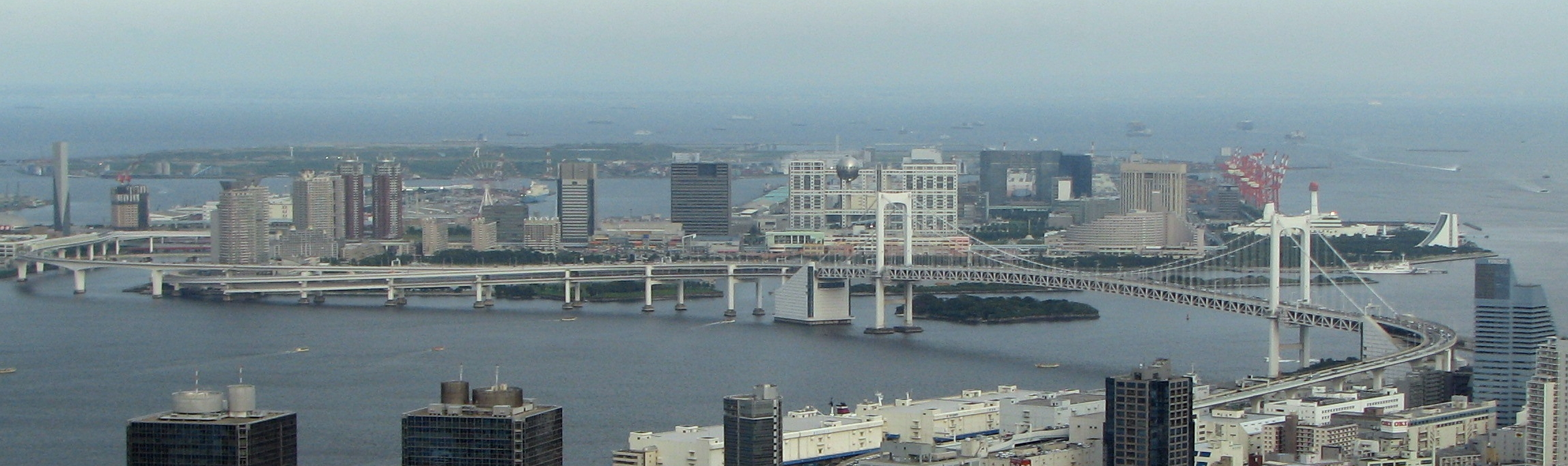
Vy över Odaiba, den konstgjorda ö där huvudpersonerna i serien befinner sig när jordbävningen slår till. I mitten av bilden syns Regnbågsbron och, skymtandes bakom en av pylonerna, Fuji TV:s huvudkvarter (bolaget som originalsände serien). Fotot är taget från Tokyo Tower.

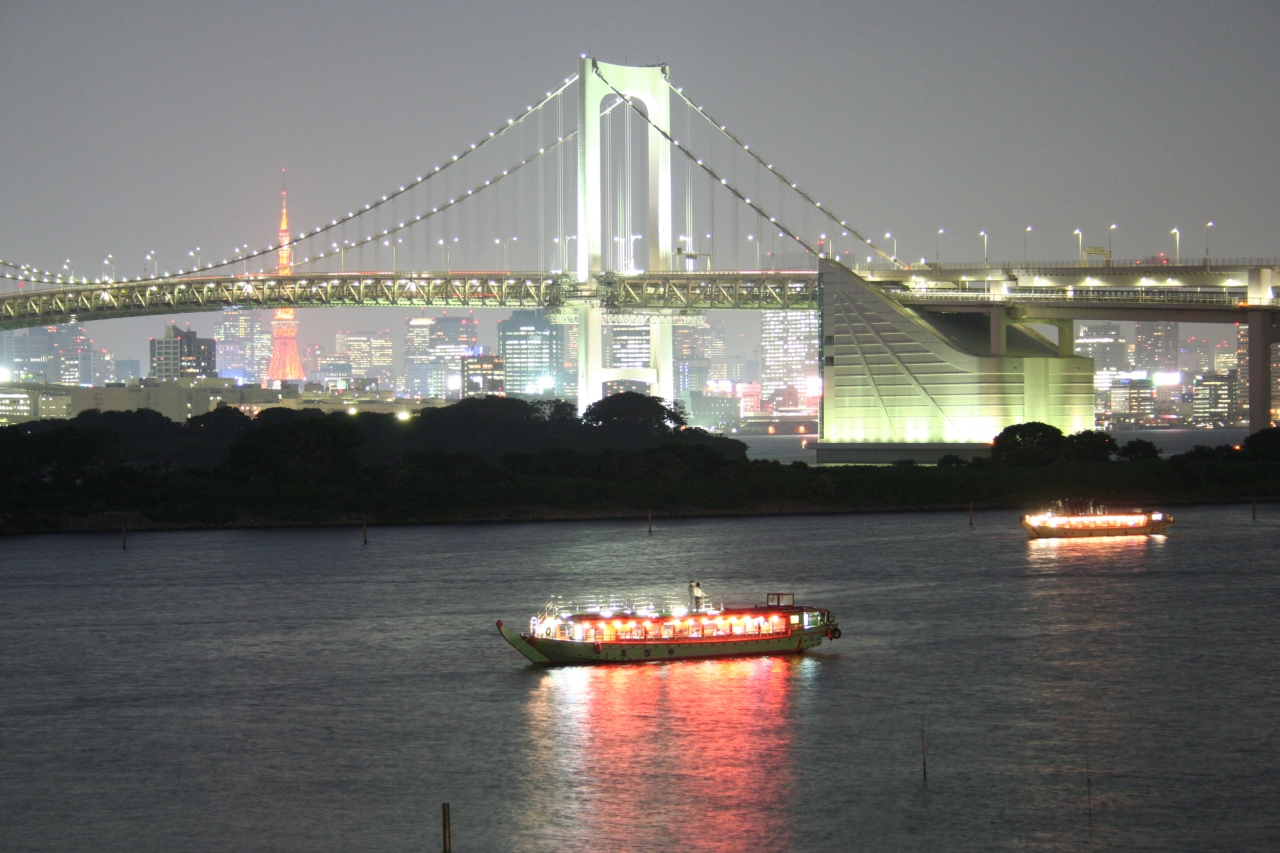
Regnbågsbron, sedd från Odaiba-ön.

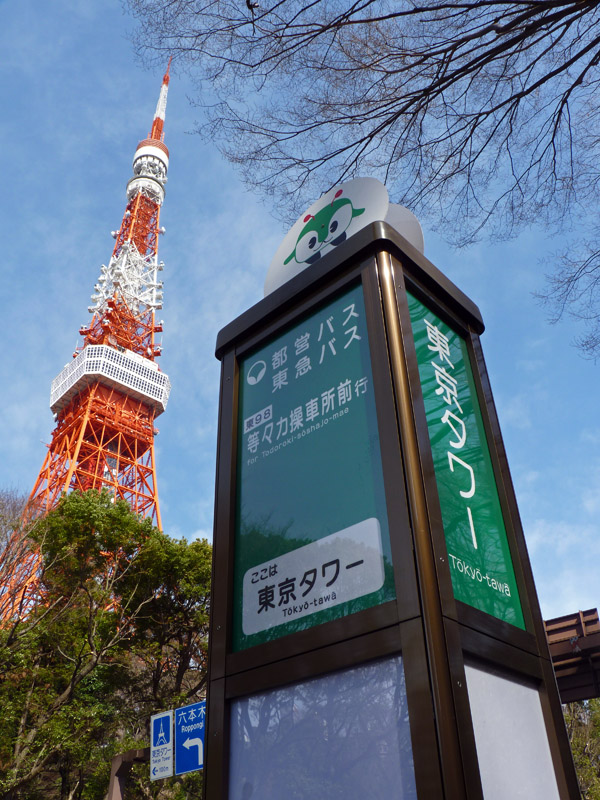
Tokyo Tower – Tokyo-tornet – ett 332 meter högt riktmärke för Tokyoborna, alltsedan 1958. I serien passeras Tokyo Tower-parken i avsnitt 4.

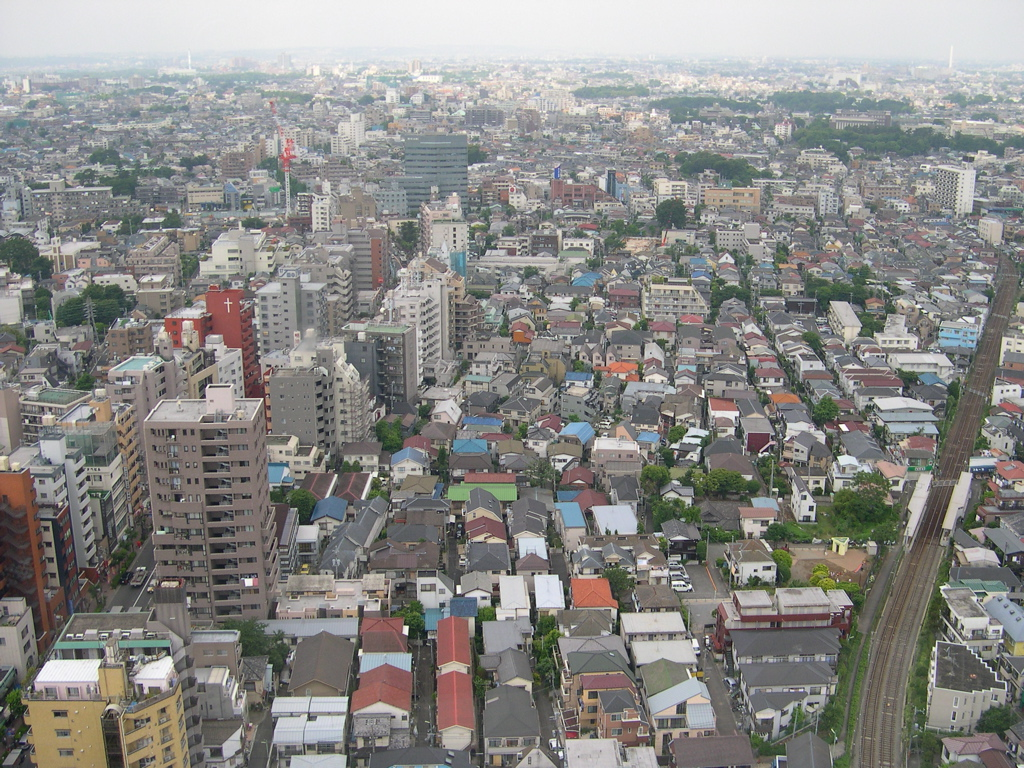
Vy över södra delarna av Setagaya och Sangen-jaya, där seriens tre huvudpersoner hör hemma.

Tokyo Magnitude 8.0 (東京マグニチュード8.0 Tōkyō Magunichūdo 8.0) är en japansk animerad TV-serie som hade premiär i Fuji TV:s noitaminA-block 9 juli 2009. Där avslutade den sin originalvisning med sitt sista avsnitt 17 september 2009. Masaki Tachibana regisserade den här originalserien (skriven direkt för TV) efter Natsuko Takahashis manus, och serien samproducerades av animestudiorna Bones och Kinema Citrus.
Den elva avsnitt långa animeserien kretsar främst kring de två unga syskonen Mirai och Yūki, som träffar den ensamstående mamman Mari i samband med en förödande jordbävning som i en nära framtid (2012) drabbar den japanska huvudstaden. Filmen vann 2009 Excellence Prize i kategorin Animation vid Japans Media Arts-festival.

## Handling
Året är 2012. Syskonen Mirai och Yūki besöker (avsnitt 1 – Odaiba sjunker/Odaiba, shimizu) en robotmässa på den konstgjorda ön Odaiba i Tokyos hamnområde. Det är början på sommarlovet (det månadslånga lovet efter den första av det japanska skolårets tre terminer), och lillebror Yūki ska också passa på att köpa en present till mammas födelsedag. När de är på mässan, drabbas Tokyo av en förödande jordbävning med en styrka på 8,0. När jordbävningen klingat av (avsnitt 2 – Världen har gått i bitar/Kowareru, sekai), börjar en desperat Mirai leta efter sin bror inuti en kollapsande utställningsbyggnad. Vid sin sida har hon Mari, ett kvinnligt motorcykelbud som erbjuder sig att hjälpa till i letandet. När de i princip gett upp, finner de Yūki, inklämd under ett antal omkullvälta butikshyllor. Han är dock oskadd.
Mari har själv en liten dotter. Hon har, tillsammans med Maris mor, också varit utsatt för jordbävningen, i familjens hem i Sangen-jaya-området i västra Tokyo. Syskonparet Mirai och Yūki bor "nästgårds", i Setagaya-distriktet, så de bestämmer sig för att slå följe och till fots ta sig hemåt. Ingen av dem har lyckats få kontakt med sina familjemedlemmar, eftersom både kollektivtrafik och mobilnät är utslagna, och både raserade hus, efterskalv och lokala bränder gör trions hemfärd än svårare. De lovar varandra att inte skiljas åt under resans gång, något som emellertid visar sig lättare sagt än gjort.
Första hindret att övervinna är sundet som nu står emellan dem och fastlandet. När den stora Regnbågsbron (hängbro) rasar (avsnitt 3 – Den brinnande bron/Moeru, hashi), sjunker en av de utsända räddningsbåtarna som ska ta de strandsatta på Odaiba-ön in till fastlandet. Lyckligtvis befinner sig de tre på en av de andra båtarna. På fastlandet lyckats de hitta fram till ett utskänkningsställe av nödproviant, men efter att de blivit osams tappar syskonparet kontakten med Mari och hamnar (avsnitt 4 – Löftet mellan de tre/Sannin no, yakusoku) så när under ett sammanstörtande Tokyo Tower.
Trion finner (avsnitt 5 – Skolan skälver/Dōkoku no, manabiya) nattlogi på Mirais skolområde, men efterskalv och påminnelser om folk som dött plågar nattron. De tre når därefter fram (avsnitt 6 – Valet att överge/Misuteru, sentaku) till Maris arbetsplats, där hon faller ihop på grund av blodbrist. Medan Mari sover, försvinner de två barnen återigen, den här gången för att återvända med en skoter ("så att vi kan ta oss snabbare hem").
I avsnitt 7 (Sommargryningen/Natsu no yūgure) stöter syskonen på räddningsrobotar, vissa av samma sort som på robotutställningen. De träffar där en äldre skolpojke – lika gammal som Mirai – som delar Yūkis fascination för robotar. Resan börjar dock att sätta sina spår på Yūki, som (avsnitt 8 – Den rena, vita morgonen/Masshiro na asa) plötsligt kollapsar och måste föras till sjukhus. På sjukhuset lider Mirai alla de kval över sin lillebrors ovissa öde.
Mari når slutligen (avsnitt 9 – Farväl, idag/Kyō, sayonara) fram till sitt hem, bara för att se det helt ödelagt. Yūki ger dock inte upp hoppet utan leder syskonparet på ett letande efter överlevande som först leder dem till ett tillfälligt bårhus i en närbelägen skola. En envis Yūki drar med sin syster ut på en fortsatt jakt, där man finner Maris dotter på en annan skola och Maris mor på ett lokalt sjukhus. Mirai och Yūki lämnar en not till Mari efter sig där de tackar henne för allt hon gjort för dem och hoppas att de tre kommer att mötas igen.
Syskonen får (avsnitt 10 – Mirai, alltså…/Onee-chan. ano ne…) lift med en lastbil på väg till Setagaya. Bak i lastbilen frågar Yūki sin syster om hur hon skulle reagera om han dog. Hon ber honom sluta prata nonsens eftersom hans död skulle göra henne galen, fylld av sorg och skamkänslor. Därefter, hemma i Setagaya, stöter Mirai på en klasskompis som berättar för Mirai att Mirais far är skadad och på sjukhus, medan Mirais mor finns på ett tillfälligt natthärbärge i Yūkis skola. Vid en av väggarna till skolan återser Mirai den kastanj som Yūki och hans kompis Itsuki tidigare planterat. Mirai stöter ihop med Itsuki, och denne går hem för att hämta den dagbok som han och Yūki har för sin skötsel av vårdträdet. Mirai försöker få de båda trädskötarna att stråla samman, vilket visar sig vara omöjligt. Yūki är aldrig där Itsuki är, och i slutet av avsnittet lyckas Yūki äntligen berätta för sin syster att han verkligen dog där på sjukhuset, att hon inte drömde.
Mirai och Yūki återvänder hem (avsnitt 11 – Kära Yūki…/Yūki e…). Mari återförenas med sina föräldrar, medan Yūkis ande långsamt bleknar bort. En månad senare får familjen ett besök av Mari, som har med sig Yūkis ryggsäck och Mirais mobiltelefon. På mobilen finner Mirai ett meddelande från Yūki som han skrev vid ett tidigare tillfälle (då Mirai och hennes mobil inte ville veta av varandra). I meddelandet skriver Yūki att han hoppas att han också kan få en mobil, så de kan prata med varandra, också när de är ifrån varandra. Mirai ger Yūkis födelsedagspresent (som låg i ryggsäcken) till mamma. Medan Mirai vattnar trädet som Yūki planterat, bestämmer sig Mirai för att gå vidare med sitt liv, i förvissning att Yūki alltid kommer att finnas i hennes hjärta.

## Rollfigurer
- Mirai Onozawa (小野沢 未来 Onozawa Mirai; röst: Hanamura Satomi)

12-åriga Mirai går i första klass i mellanskolan (motsvarande högstadiet), i det här fallet Rika Flickläroverk, en prestigefylld mellanskola i Tokyo. I början av serien är hon osäker på vad hon vill göra med sitt liv, men jordbävningen får henne sakta men säkert att ändra fokus. Hennes förnamn Mirai – japanska för framtid – är hon inte så värst förtjust i, och hon tycker än mindre om när hennes lillebror och hans kompisar kallar henne för "Mobilutomjordingen". Hennes egen mobiltelefon har hon genom serien ett komplicerat förhållande till.
- Yūki Onozawa (小野沢 悠貴 Onozawa Yūki; Kobayashi Yumiko)

Yūki går i tredje klass. Han är en glad och öppen åttaåring som älskar robotar och att teckna grodor. Han delar rum med sin storasyster (Yūki har toppen av våningssängen), som han inte alltid går så bra ihop med. Yūki har en osviklig förmåga att lockas av allt som rör sig; å andra sidan berättar han inte gärna för andra när han är trött eller sjuk. Not.: Förnamnet Yūki är även det japanska ordet för modig.
- Mari Kusakabe (日下部 真理 Kusakabe Mari; Kaida Yūko)

Det här motorcykelbudet (ensamstående mor till en liten dotter) stöter duon på redan på vägen till robotmässan. Mari blir där vittne till hur syskonen är oense om hur viktigt det är med robotar. Mari dyker sedan även upp i samband med att Yūki ska köpa en födelsedagspresent till mamma, och hon blir strax därpå – när jordbävningen drabbat Tokyo – inblandad i Mirais förtvivlade letande efter sin lillebror. De tre slår följe på sin vandring till deras respektive hem i västra Tokyo. Not.: Kusakabe är även det efternamn som den centrala familjen i Min granne Totoro bär.
- Masami Onozawa (小野沢 雅美 Onozawa Masami; Inōe Kikuko)

Mirais and Yūkis mor firar sin födelsedag i början av filmen och har köpt tårta till firandet. Fast hon har inte köpt en hel tårta utan "bara" tårtbitar, något som Mirai retar upp sig på.
- Seiji Onozawa (小野沢 誠司 Onozawa Seiji; Naka Hiroshi)

Mirais och Yūkis far är en vänlig men traditionell japansk familjefar, som inte ägnar så stor möda åt hushållets göromål. Han gör inte minst sin dotter besviken genom att inte ha inplanerat en resa under barnens sommarlov, och i Mirais ögon är besöket på robotutställningen en ytterst blek "kompensation". Seiji är på arbetet när jordbävningen inträffar och blir där skadad (frakturer).

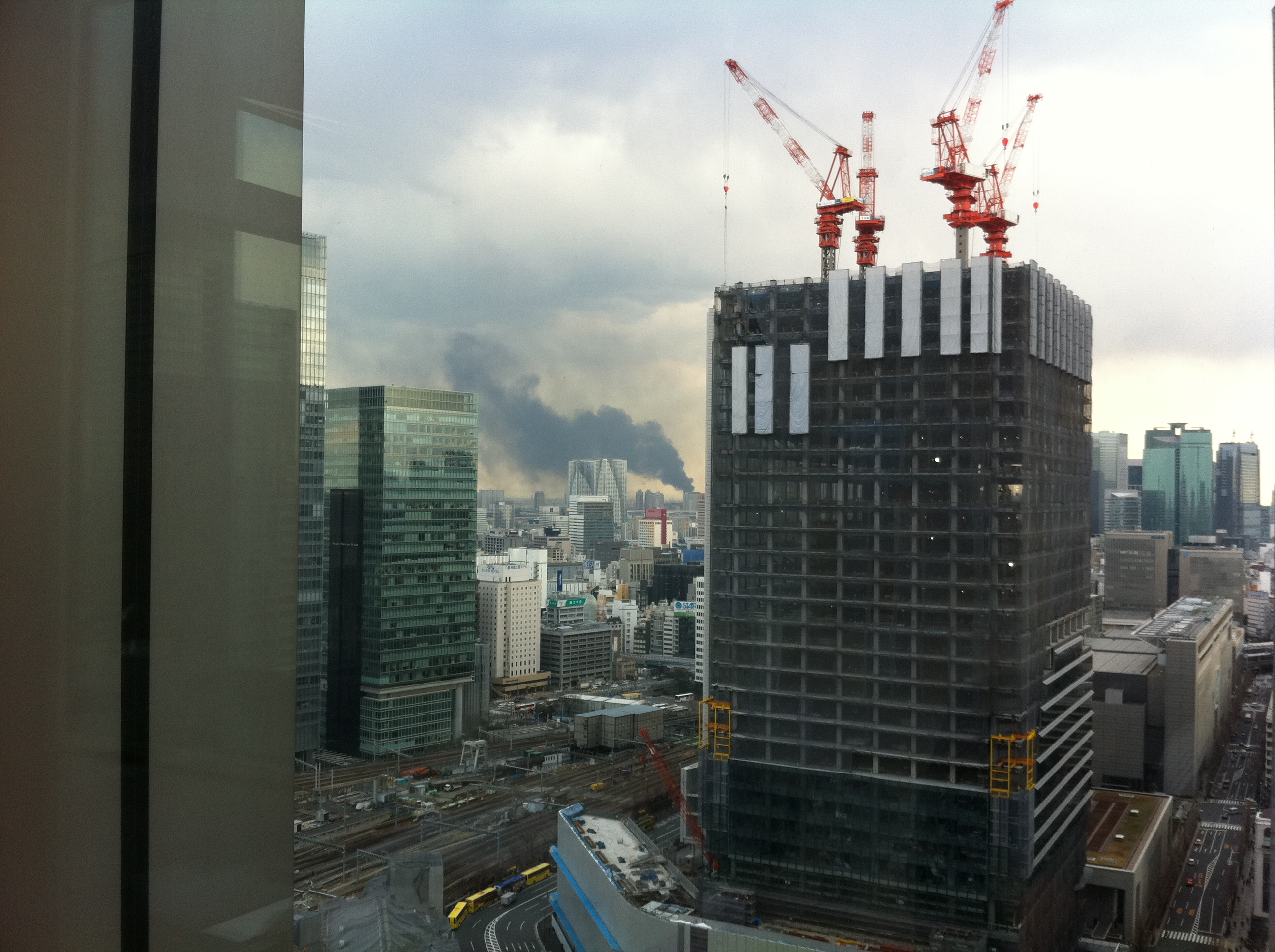
Rök utifrån Odaiba (där animens jordbävning drabbar huvudpersonerna), efter en gasläcka i samband med Jordbävningen vid Tohoku 2011. Tokyo kände av jordbävningen med en styrka på knappt 6 på Richterskalan.

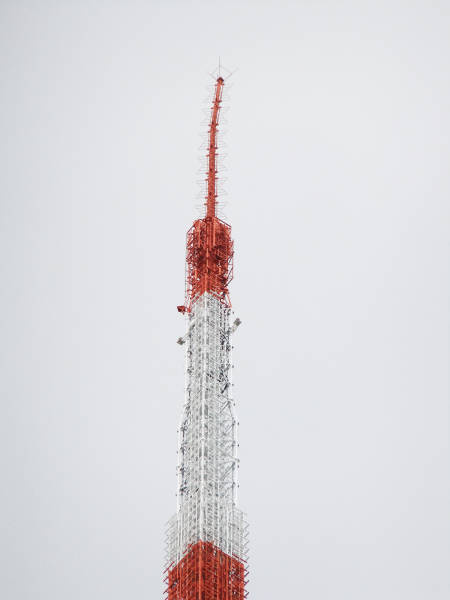
2011 års jordbävning hade sitt epicentrum långt från Tokyo, men Tokyo Towers topp fick sig ändå en törn.

## Bakgrund och produktion
Den kommande serien presenterades första gången på 2009 års stora animemässa i Tokyo. Då meddelades också att den skulle ersätta Eden of the East på Fuji TV:s högt rankade noitaminA-animeblock och att den skulle samproduceras av studiorna Bones och Kinema Citrus. Seriens utgångspunkt var den allmänna förutsägelsen att det är en 70-procentig sannolikhet för att en jordbävning med 7,0 på Richterskalan ska drabba Tokyo inom de närmsta 30 åren. I serien bestämde man sig för att illustrera konsekvenserna för Tokyo av en jordbävning på 8,0. Bones berättade att man skulle försöka göra en realistisk beskrivning av alla de olika följderna av en sådan naturkatastrof och att man skulle ta hjälp av olika vetenskapliga rapporter från tidigare jordbävningar och intervjua offren för dem.

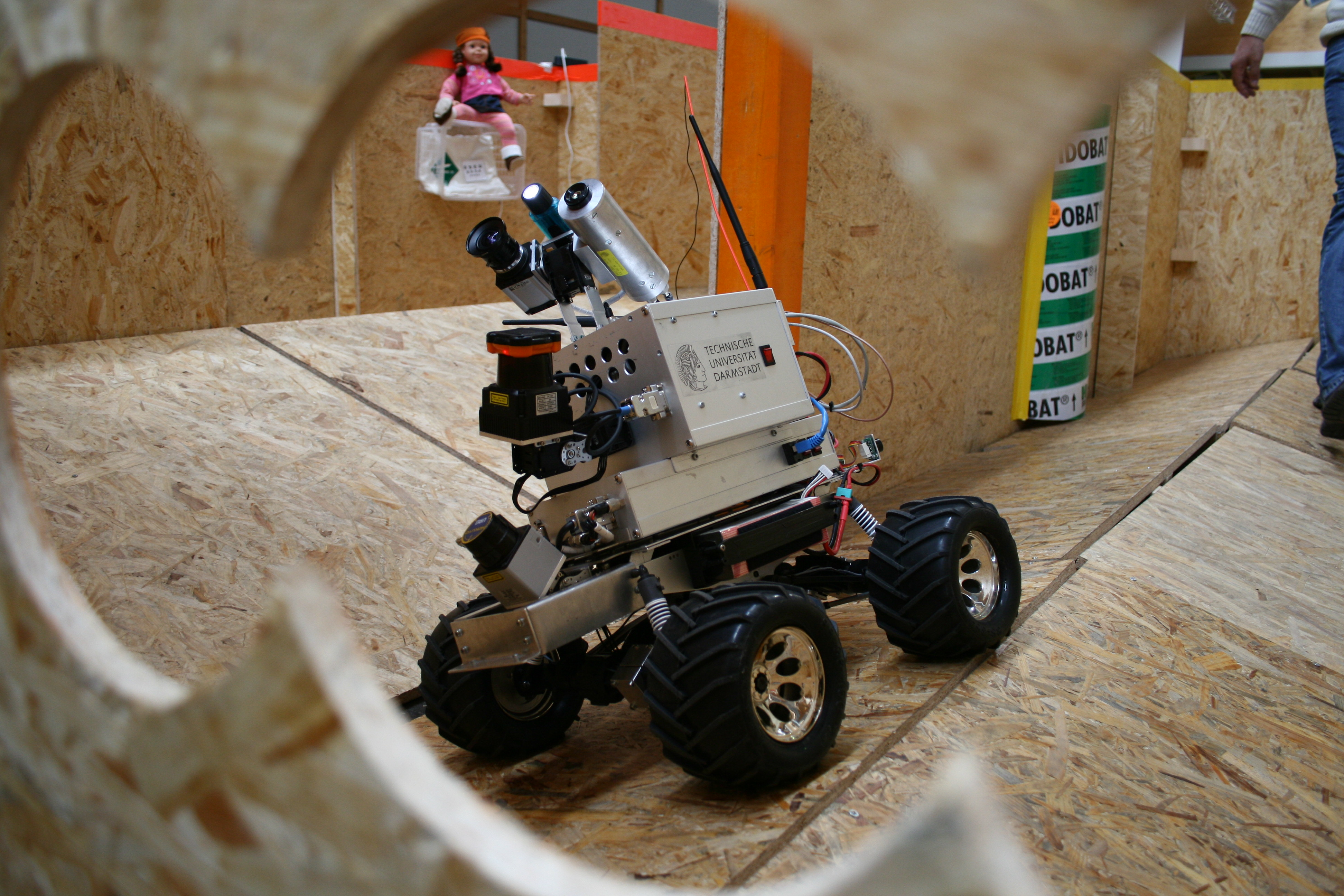
Prototyp till räddningsrobot (Tyskland, 2010). I serien dyker fiktiva, ledade robotar både upp på en robotmässa och i operativa roller vid räddningsinsatser.

Serien presenterar olika sorters räddningsinsatser av Japans självförsvarsstyrkor (Japans försvarsmakt), den japanska kustbevakningen, Tokyos Räddningskår och Tokyos Medicinska Katastrofenhet, både när de hjälper till direkt efter huvudskalvet och i samband med de senare efterskalven. Christel Takigawa, nyhetspresentatör på Fuji News Network, bidrar i serien med sin röst vid den återkommande nyhetsrapporteringen om skalvet och dess effekter.

## Media

### Musik
Tokyo Magnitude 8.0 använder sig av två olika ledmotiv. "Your Song" (キミノウタ Kimi no uta) av abingdon boys school används som inledningsmelodi, medan "M/elody" av Tsuji Shion används för eftertexterna. Övrig musik till serien skrevs av animemusikveteranen Kō Ōtani.

### TV-sändningar (urval)
Serien sändes i Italien på TV-kanalen Rai 4 22 augusti–5 september 2011, på förmiddagstid mellan 10:45 och 11:00.

### DVD/Bluray
- Serien finns på DVD och Blu-ray i Japan samt på DVD i Taiwan.[6]
- Serien gavs 14 oktober 2011 ut i en samlings-DVD-box i Tyskland.[7]

## Mottagande och utmärkelser

### Mottagande
Första avsnittet i serien rankades som den nionde mest sedda animen den veckan, med en tittarandel på 5,8 procent. Det var då det mest sedda inledningsavsnittet till någon noitaminA-serie.
Som en följd av den stora japanska jordbävningen 11 mars 2011, inställdes reprissändningarna av serien på kanalen Animax.

### Utmärkelser
- Excellence Prize – Japan Media Arts Festival 2009[9]